# Harry Enfield
Henry Richard Enfield, dit Harry Enfield, né le 30 mai 1961 à Horsham, au Sussex (Royaume-Uni), est un acteur, scénariste, réalisateur et producteur britannique. 

## Filmographie

### comme acteur
- 1984 : Spitting Image (série télévisée) : Various Voices (voix)
- 1986 : Saturday Live (série télévisée) : Stavros / Loadsamoney
- 1988 : Barney (en) (série télévisée) : Roger (voix)
- 1988 : Friday Night Live (série télévisée) : Stavros / Loadsamoney
- 1988 : Blackadder: The Cavalier Years (TV) : Narrator (voix)
- 1989 : Norbert Smith, a Life (TV) : Sir Norbert Smith
- 1990 : Harry Enfield's Television Programme (série télévisée) : Dave Nice / Lee / Stavros / Tim Nice But Dim / Wayne Slob
- 1991 : Gone to the Dogs (feuilleton TV)
- 1991 : Roger Mellie: The Man on the Telly (série télévisée) : Tom / Various Characters (voix)
- 1993 : Bob's Birthday (L'Anniversaire de Bob , voix)
- 1993 : Comic Relief: The Invasion of the Comic Tomatoes (TV) : Smashie
- 1994 : Smashey and Nicey, the End of an Era (TV) : Dave Nice
- 1994 : Harry Enfield and Chums (série télévisée) : Various Characters
- 1995 : Comic Relief: Behind the Nose (TV)
- 1998 : Sermon from St Albion's (série télévisée)
- 1998 : What Rats Won't Do : Verger
- 1998 : Norman Ormal: A Very Political Turtle (TV) : Norman Ormal
- 1999 : Comic Relief: Doctor Who and the Curse of Fatal Death (vidéo)
- 1999 : Robbie le renne dans la grande course polaire (Hooves of Fire) (TV) : Old Jingle (voix)
- 1999 : Harry Enfield Presents Kevin's Guide to Being a Teenager (TV) : Various characters
- 1999 : The Nearly Complete and Utter History of Everything (TV) : Tim Nice-But-Dim
- 2000 : Brand Spanking New Show (série télévisée) : Various roles
- 2000 : Kevin & Perry (Kevin & Perry Go Large) : Kevin
- 2001 : Harry Enfield Presents Tim Nice But Dim's Guide to Being a Bloody Nice Bloke (TV) : Various roles
- 2001 : Harry Enfield Presents Wayne and Waynetta's Guide to Wedded Bliss (TV) : Wayne* 2002 : Celeb (série télévisée) : Gary Bloke
- 2002 : Legend of the Lost Tribe (TV) : Old Jingle (voix)
- 2004 : Tooth : Plug
- 2004 : The Ultimate Pop Star (TV) : Dave Nice
- 2004 : Stella Street : Narrator (voix)
- 2004 : Churchill: The Hollywood Years : King George VI
- 2006 : Marple: The Moving Finger (TV) : Richard Symmington
- 2006 : Pickles: The Dog Who Won the World Cup (TV) : Pickles (voix)
- 2007-2009 : Skins (série télévisée) : Jim Stonem
- 2016-2020 : Upstart Crow : John Shakespeare

### comme réalisateur
- 2008 : Skins (épisodes 2x05 et 2x06)

### comme scénariste
- 1986 : Saturday Live (série télévisée)
- 1988 : Friday Night Live (série télévisée)
- 1989 : Norbert Smith, a Life (TV)
- 1994 : Smashey and Nicey, the End of an Era (TV)
- 2000 : Kevin & Perry (Kevin & Perry Go Large)

### comme producteur
- 2000 : Kevin & Perry (Kevin & Perry Go Large)